# さくら (タレント)
さくら（1983年8月31日 - ）は、日本の元タレント、元女優である。本名は田中 広美（たなか ひろみ、旧姓：杉安）。
愛知県名古屋市出身。愛知県立熱田高等学校卒業。夫は俳優の田中圭。

## 来歴
本名の杉安広美名義で地元名古屋でモデルやタレントとして活動した後、女優を志して2003年に上京。バラエティ番組『恋するハニカミ!』のレギュラー出演を足がかりに、徐々に活動を展開し、バラエティ番組やCMを中心に活動。NHK-BSの生放送の音楽番組の司会なども務めた。『瑠璃の島』や愛の劇場『貞操問答』への出演など、女優としても活動していた。
私生活では、2010年1月期放送の『まっすぐな男』での共演で知り合った俳優の田中圭と、約1年半の交際期間を経て、28歳の誕生日となる2011年8月31日に結婚。また妊娠5か月であることも併せて公表した。2012年2月6日に第1子女児を出産。2016年8月3日に第2子女児を出産。
2016年12月31日に研音グループを離れ「さくらオフィシャルサイト」は終了、同時に芸能界を引退した。

## 人物
- 趣味：食べ歩き
- 特技：スポーツ全般（特にバスケットボール）
- 交友関係：女優の井上和香、滝沢沙織、シェイラ、元歌手の竹内沙帆と親しい。竹内とは夫同士（竹内の夫は豊ノ島）も仲良くなり家族ぐるみである[5]。

### エピソード
- 芸名の「さくら」は、セントラルジャパンの社長が飼っていた犬の名前から取ったもの。
- 小学生の頃からバスケットボールをしている。
- 漫画『スラムダンク』が大好きで、誕生日に弟から漫画全巻を貰った[6]。
- ドランクドラゴンの塚地武雅のファンである。
- 夫と一緒にダイエットを3週間続けたところ、さくらは7kg、夫は3kg痩せて成功した[7][8]。

## 出演

### テレビドラマ
- 土曜ワイド劇場「松本清張の証言」（2004年3月27日、テレビ朝日）
- ディビジョン1 ステージ1『勝負下着♥』（2004年4月12日 - 5月7日、フジテレビ） - 主演・皆川里奈 役
- オーダーメイド〜幸せ色の紳士服店〜（2004年11月29日 - 12月27日、NHK）
- 瑠璃の島（2005年4月16日 - 6月18日、日本テレビ） - 美穂子 役
- 貞操問答（2005年10月17日 - 12月16日、TBS） - 主演・南條新子 役
- 劇団演技者。「ナーバスな虫々」（2006年2月15日 - 3月8日、フジテレビ） - 積田捺枝 役
- てるてるあした（2006年4月14日 - 6月23日、テレビ朝日） - 溝口エリカ 役
- 結婚できない男（2006年7月4日 - 9月19日、関西テレビ） - 吉川沙織 役
- トリプル・キッチン（2006年8月1日、TBS） - 小田島奈々 役
- 家族〜妻の不在・夫の存在〜（2006年10月20日 - 12月18日、朝日放送・テレビ朝日） - 木下美帆 役
- 火曜ドラマゴールド・甦った闇の死置人〜あなたの怨みを晴らす〜第2話「医療ミス」（2007年1月16日、日本テレビ） - 柴田明日香 役
- 新幹線ガール（2007年7月4日、日本テレビ） - 野田奈々子 役
- はだしのゲン 後編（2007年8月11日、フジテレビ） - 菊代 役
- Around40〜注文の多いオンナたち〜（2008年4月11日 - 6月20日、TBS） - 緒方マキ 役
- ロト6で3億2千万円当てた男（2008年7月4日 - 9月5日、朝日放送・テレビ朝日） - 村上節子 役
- キイナ〜不可能犯罪捜査官〜（2009年1月21日 - 3月18日、日本テレビ） - 玉井夕実 役
- LOVE GAME 第7話（2009年6月5日、読売テレビ） - ゲスト主演・相沢かおる 役
- 名探偵の掟 第8話（2009年6月5日、テレビ朝日） - 藤原邦子 役
- まっすぐな男（2010年1月12日 - 3月16日、関西テレビ） - 桑田佐智子 役
- 赤かぶ検事 京都篇 第4話（2010年2月3日、TBS） - 門脇澄江 役
- おみやさん 第7シリーズ 第8話（2010年6月10日、テレビ朝日） - 北見梨枝子 役
- 土曜ワイド劇場「天才刑事・野呂盆六5 富山・宇奈月温泉復讐殺人!」（2010年6月12日、朝日放送制作・テレビ朝日） - 千鳥夏生 役
- 絶対泣かないと決めた日〜緊急スペシャル〜（2010年7月2日、フジテレビ） - 倉田優子 役
- 新・警視庁捜査一課9係season2 第2話「殺人酵母」（2010年7月7日、テレビ朝日） - 和久井遙 役
- 月曜ゴールデン「弁護士 一之瀬凛子3」（2010年12月6日、TBS） - 安西絵里 役
- 歌セラ 第11回「盛り下げる男」（2010年12月23日、TUY・TBC・HBCほか）
- ヘブンズ・フラワー The Legend of ARCANA（2011年1月14日 - 3月4日、TBS） - リリイ 役
- 月曜ゴールデン「美食カメラマン 星井裕の事件簿2」（2011年4月25日、TBS） - 小林奈津美 役
- ブルドクター（2011年7月6日 - 9月14日、日本テレビ） - 松岡あやめ 役
- 南極大陸（2011年10月16日 - 12月18日、TBS） - 横峰奈緒美 役

### 映画
- SHA–CHI–HO–KO（2002年8月17日公開）
- 紀雄の部屋（2004年2月7日公開）
- 下弦の月〜ラスト・クォーター（2004年10月9日公開） - 綾 役
- 透光の樹（2004年10月30日公開） - ポスターの女 役
- PEEP “TV” SHOW（2005年3月26日公開） - コンビニ店員 役
- 東京フレンズ The Movie（2006年8月12日公開）
- 幸福な食卓（2007年1月27日公開） - 小林ヨシコ 役

### CM
- 徳島製粉「金ちゃんヌードル（しお味）」、「金ちゃんヌードル（カレー味）」、「金ちゃん飯店焼豚ラーメン」「ぶっかけうどん」
- 札幌銀行「アルカ」
- 伊那食品工業「ババロリア」
- 小林製薬「アイボン・トローリ目薬」（2003年9月10日 - ）
- 日本コカ・コーラ「颯爽」（2004年5月）
- アサヒフードアンドヘルスケア「バランスアップ クリーム玄米ブラン」、「バランスアップ」究極の召し上がれ篇（2007年3月17日 - ）
- 味の素「アミノバイタル・2200」山登り「登山（ボディリフレッシュ）」篇（2008年5月）
  - 「アミノバイタル・2200」マラソン「それぞれのゴール（五輪）」篇（2008年6月）
  - 「アミノバイタル・2200」マラソン「BODY Refresh」（2008年10月）
- サークルKサンクス 「シュリエドルチェ」（2011年4月）

### 広告
- 藤和不動産「佐倉ステーションゲート」

### バラエティ・情報番組
- 公立高校B入試特急便（テレビ愛知） - アシスタント ※「杉安広美」名義
- グランパスExpress（東海テレビ） - アシスタント
- 晴れ・どきドキ晴れ（2003年4月 - 9月、中部日本放送）※「杉安広美」名義
- 恋するハニカミ!（2003年10月3日 - 2004年3月26日、TBS） - アシスタント、（2006年1月13日）- ゲスト・西岡剛と共演
- @サプリッ!（2004年4月5日 - 2005年9月25日、日本テレビ）
- NANDA!? → ナンだ!?（2004年 - 2007年9月27日、テレビ朝日）
- はなまるマーケット（2005年、TBS）
- ウエンズデー J-POP（2006年4月5日 - 2011年3月2日、NHK BS2） - ナビゲーター
- インパクト!（2006年4月10日 - 2010年9月18日、フジテレビ）
- 田舎に泊まろう!（2008年10月26日、テレビ東京）
- 月曜プレミア!「愛憎ミステリー 女たちの裏日本史」（2010年11月29日、テレビ東京） - ドラマ編・おね 役

ほかゲスト出演多数

### ラジオ
- SUPER LINE'J'（2006年1月 - 2008年6月、J-WAVE）

### 雑誌
- Cheek 名古屋流行発信（2003年、流行発信）

## 写真集・DVD

### 写真集
- SAKURA（2004年8月26日、ワニブックス、撮影：渡辺達生）ISBN 4847028171
- partners（2006年3月25日、竹書房、撮影：宮澤正明）ISBN 4812426391

### DVD
- aventure（2006年4月19日、ポニーキャニオン）

## オンラインコンテンツ
- EZ Today'Sウォッチ+ （EZチャンネル） - メインMC